# Antibiotik
Prótibaktêrijska učinkovína ali antibiótik je kemijska spojina, ki zavira rast ali povzroča propad bakterij. Ločimo jih na antibiotike širokega spektra in ozkega spektra (npr. vankomicin). Prvi delujejo na mnogo različnih mikroorganizmov, drugi pa specifično na eno vrsto.
Izraz antibiotik se v farmakološki literaturi ponekod uporablja le za protibakterijske učinkovine, ki jih proizvajajo mikroorganizmi. Ponekod se uporablja kot poimenovanje za vse naravne, polsintetične in sintetične protibakterijske učinkovine. Včasih se uporablja kot izraz za vse protibakterijske, protivirusne in protiglivične učinkovine.
Snovi z antimikrobnimi učinki, predvsem rastlinske izvlečke, uporabljamo ljudje že tisočletja. Opisi delovanja teh snovi proti okužbam v tradicionalni kitajski medicini so stari več kot 2.500 let, poznali pa so jih tudi stari Egipčani, Grki in druga antična ljustva. Prvi znanstveno opisani naravni antibiotik je penicilin, ki ga je leta 1928 opisal Alexander Fleming, desetletje kasneje pa sta Ernst Chain in Howard Florey razvila metodo za njegovo masovno proizvodnjo in prečiščevanje.
Metode za sintezo so z razvojem farmacevtske kemije do danes močno napredovale, še vedno pa večino antibiotikov pridobimo s kemično modifikacijo naravnih snovi, nekatere od učinkovin pa pridobivamo neposredno od živih organizmov. Iskanje novih učinkovin je pomembna panoga farmacije, saj je zaradi množične uporabe prišlo do razvoja odpornosti na antibiotike pri bakterijah. Antibiotiki delujejo kot močan selekcijski pritisk na populacije bakterij, ki so zaradi kratkega generacijskega časa sposobne hitro razviti mehanizme za odpornost. Ti mehanizmi vključujejo encime za razgradnjo učinkovin ali spremembe v steni oz. membrani, ki preprečujejo, da bi se učinkovina vezala na površino celice.
Gre za naraven pojav, ki predstavlja priročen zgled za evolucijo. Posebno težavo pa predstavlja dejstvo, da antibiotike predvsem v Zahodnem svetu pogosto uporabljamo napačno - v prevelikih odmerkih, premalo časa ali celo za zdravljenje virusnih okužb, proti katerim antibiotiki ne delujejo. S tem pospešujemo razvoj sevov bakterij, ki so lahko odporni tudi na več antibiotikov hkrati.

## Delovanje
Delujejo tako, da preprečijo sintezo celične stene, delujejo na presnovo folne kisline, strukturo citoplazemske membrane, DNK-girazo ali sintezo beljakovin (50S in 30S inhibitorji).

### β-laktamski antibiotiki
β-laktamski antibiotiki (penicilini, cefalosporini, monobaktami, karbapenemi) preprečijo sintezo bakterijske celične stene; inhibirajo transpeptidazo in tako preprečujejo prečno povezovanje peptidoglikanov. Nastajajoča celična stena zato ni več zmožna ščititi notranjosti bakterijske celice in vanjo vdre voda ter čez čas bakterija zato poči. Delujejo bakteriolitično.
Nekatere bakterije posedujejo encim penicinilazo (betalaktamazo), ki razkraja betalaktamske antibiotike in so zato odporne proti njim. Zato se betalaktamski antibiotiki včasih kombinirajo z zaviralci betalaktamaze (klavulanska kislina, sulbaktam).

### Glikopeptidi
Tudi glikopeptidi delujejo na celično steno, in sicer se vgradijo vanjo. Nastanejo pore, skozi katere vdre voda. Delujejo le na grampozitivne bakterije. So baktericidi.

### Tetraciklini
Tetraciklini delujejo na gramnegativne in grampozitivne bakterije. Vežejo se na ribosomsko podenotova 30 S in preprečijo vezavo t-RNK ter s tem sintezo beljakovin. Delujejo bakteriostatično. 
Tetraciklini tvorijo s kalcijevimi ioni komplekse in se inaktivirajo, zato jih ne smemo uživati z mlekom ali antacidi.

### Aminoglikozidni antibiotiki
Aminoglikozidi se prav tako kot tetraciklini vežejo na ribosomsko podenoto 30 S, vendar sinteza beljakovin nadalje poteka. Nastajajo nefunkcionalne beljakovine, ki jih bakterija ne more uporabljati, lahko pa so celo toksični za bakterijo. Delujejo baktericidno.

### Makrolidni antibiotiki
Makrolidni antibiotiki se vežejo na ribosomsko podenoto 50 S in preprečijo vezavo mRNK na ribosom. Zato se prekine sinteza beljakovin. Delujejo bakteriostatično.

### Polipeptidni antibiotiki
Delujejo na citoplazemsko membrano ter preprečijo njeno zaščitno funkcijo. V celico vdrejo neželene ali celo škodljive snovi.

### Kinoloni
Kinoloni so popolnoma sintetičnega izvora, zato jih po stari definiciji sploh ne štejemo med antibiotike. Imenujemo jih tudi zaviralci giraze. Giraza je encim, ki sodeluje pri podvajanju DNK. 

### Sulfonamidi
Sulfonamidi motijo sintezo folne kisline, ki je nujna za sintezo nukleinskih kislin. Posledica je zaviranje razmnoževanja bakterij.

## Odpornost proti antibiotikom
Odpornost bakterij proti antibiotikom se pogosto pojavlja. Pojav odpornosti pogosto odraža evolucijski proces, do katerega prihaja zaradi zdravljenja z antibiotiki. Antibiotično zdravljenje lahko izbira bakterijske seve s fiziološko ali gensko okrepljeno sposobnostjo preživeti visoke odmerke antibiotikov. Pod določenimi pogoji lahko pride do prednostne rasti odpornih bakterij in do zavrte rasti občutljivih bakterij zaradi uporabe droge. Tako je leta 1943 Luria-Delbrückov poskus dokazal antibakterijski izbor za seve, ki so predhodno pridobili gene za antibakterijsko odpornost.  Antibiotiki, kot sta penicilin in eritromicin, ki sta nekoč bila učinkovita proti mnogim bakterijskim vrstam in sevom, sta s časom postala zaradi povečane odpornosti vse številnejših sevov manj učinkovita. 
Do odpornosti lahko pride prek razgradnje farmacevtskih učinkovin, kot na primer z uvedbo bakterij, ki razgrajujejo sulfametazin. Bakterije pogosto preživijo zaradi podedovane odpornosti, vendar pa lahko do odpornosti proti antibiotikom pride tudi s horizontalnim prenosom genov, ki je tem verjetnejši, tem pogosteje se antibiotiki uporabljajo.
Odpornost ima svojo biološko ceno. Odpornim sevom zmanjšuje biološko odpornost, tako da se na primer odporne bakterije teže širijo, na primer v okoljih, kjer antibiotične učinkovine ni. Dodatne mutacije pa lahko ta genetski strošek nadomestijo in lahko pomagajo tem bakterijam preživeti. Paleontološki podatki kažejo, da antibiotiki in odpornost proti njim niso nič novega in da gre za starodavne spojine in mehanizme. Uporabne tarče za antibiotike so mutacije, ki negativno vplivajo bakterijsko razmnoževanje ali preživetje.
Obstajajo številni molekularni mehanizmi odpornosti proti antibiotikom. Odpornost je lahko del genske vsebine bakterijskih sevov. Na primer tarče za antibiotik ni najti v genomu bakterije. Pridobljena odpornost je lahko plod mutacije v bakterijskem kromosomu ali pa nov dodatek genomu. Bakterije, ki delujejo antibakterijsko, so razvile mehanizme odpornosti, ki so podobni mehanizmom odpornih sevov in ki se nanje lahko tudi prenesejo.
Do širjenja odpornosti proti antibiotikom pogosto pride z vertikalnim prenosom mutacij v času rasti in z horizontalno izmenjavo genov. Na primer, geni za odpornost se izmenjujejo med različnimi bakterijskih sevi ali vrstami prek plazmidov, ki vsebujejo gene geni za odpornost. Plazmidi z več različnimi geni odpornosti lahko nudijo odpornost proti več antibiotikom hkrati. Do navzkrižne odpornosti proti več antibiotikom lahko pride tudi, če mehanizem odpornosti, kodiran z enim samim genom, izraža odpornost na več kot eno antibiotično učinkovino.
Proti antibiotikom odporni sevi in vrste zdaj povzročajo pojave bolezni, ki so bile dolgo časa uspešno zatirane. Na primer, bakterijski sevi tuberkuloze (TB), ki so odporni proti antibiotikom, ki so doslej bili uspešni, predstavljajo resen terapevtski izziv: letno prihaja po celem svetu do skoraj pol milijona novih primerov multirezistentne tuberkuloze (MDR-TB), to je tuberkuloze, ki je odporna proti več antibiotikom hkrati. Tako nedavno odkrit encim NDM-1 povzroča odpornost bakterij proti širokemu spektru betalaktamskih antibiotikov. Angleška Agencija za zdravstveno zaščito je na primer sporočila, da je "večina izolatov z encimom NDM-1 odpornih proti vsem standardnim intravenskim antibiotikom, ki se rabijo za zdravljenje hudih okužb."